# (27719) Fast
(27719) Fast est un astéroïde de la ceinture principale.

## Description
(27719) Fast est un astéroïde de la ceinture principale. Il fut découvert le 26 septembre 1989 à La Silla par Eric Walter Elst. Il présente une orbite caractérisée par un demi-grand axe de 3,40 UA, une excentricité de 0,06 et une inclinaison de 3,6° par rapport à l'écliptique.

## Compléments